# Husova bouda
Husova bouda též Husovka (pův. německy Koppenblickbaude) je horská bouda, která slouží jako ubytovací zařízení. Stojí v Krkonoších nad Pecí pod Sněžkou v nadmořské výšce 1065 m. Je umístěna na rozhraní Lučin a Vysokého svahu několik metrů od jednoho z nejstarších krkonošských lyžařských vleků Na Muldě.

## Historie
Původní horská zemědělská bouda byla založena Josefem Bönschem okolo roku 1830. O sto let později se její tehdejší majitel Johann Ettrich rozhodl dům přestavět na ubytovnu pro hosty. Ve 30. letech 20. století tak na místě původního domu vyrostl třípatrový penzion vyprojektovaný firmou Fischer & Hollmann ze Svobody nad Úpou, který pojmenoval Koppenblickbaude – bouda s vyhlídkou na Sněžku. Po roce 1945 byla budova zabavena československým státem, o rok později byla pojmenovaná po Janu Husovi a po roce 1948 byla svěřena odborům k rekreaci pracujících. Přes několik dílčích přestaveb se zachovala v podstatě ve stejné podobě, jakou měla v době svého vzniku.

## Dostupnost
Motorovým vozidlem je dostupný po asfaltové silnici z Pece pod Sněžkou, která pokračuje do osady Lučiny a slouží zároveň jako cyklotrasa K20.
Pěší přístup je možný po turistických trasách:
- - po  modré turistické značce z Pece pod Sněžkou, která částečně kopíruje výše zmíněnou silnici a cyklotrasu.
  - po  modré turistické značce od Hrnčířských Bud.
  - po  žluté turistické značce od Kolínské boudy.

## Reference

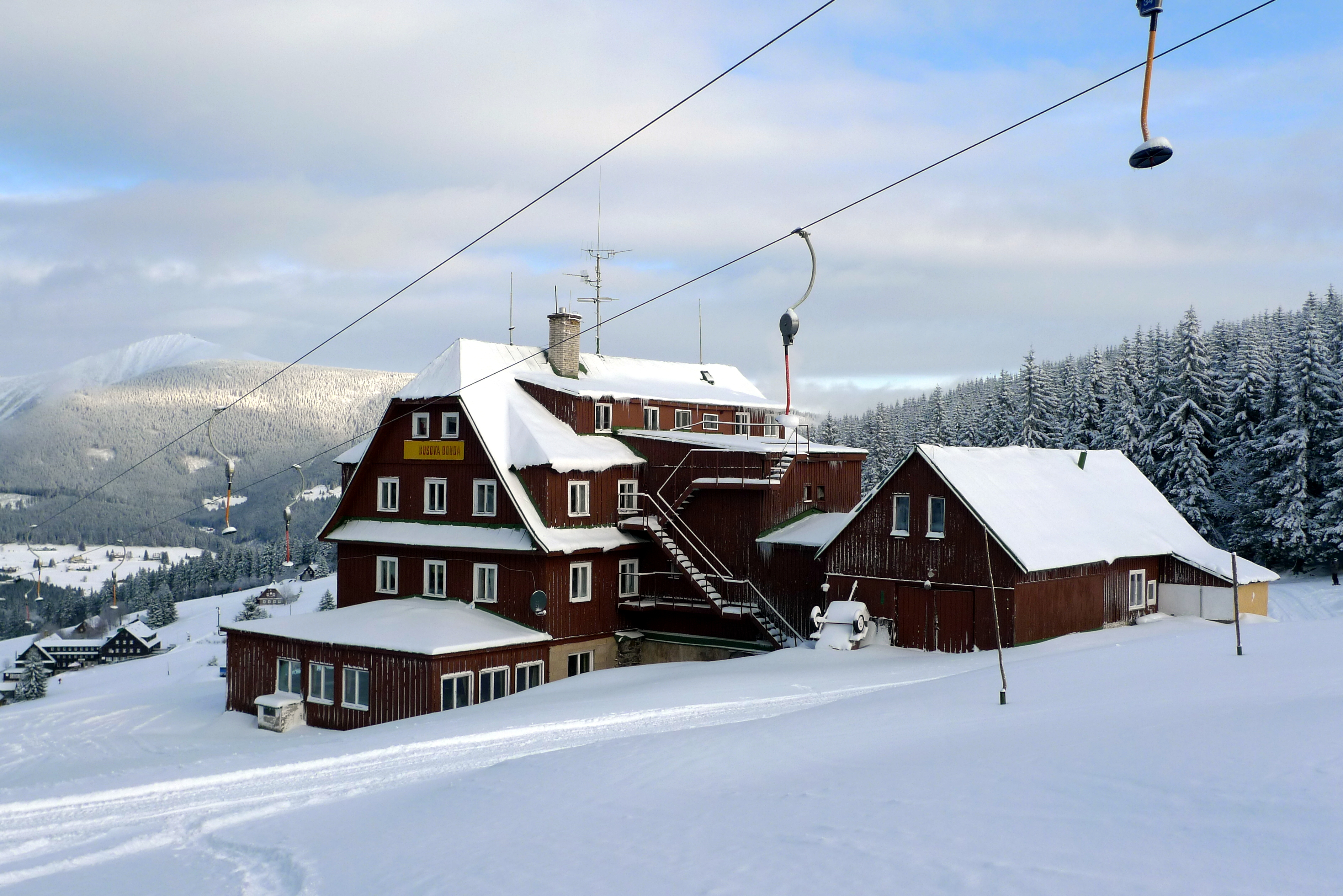
Husova bouda v zimě

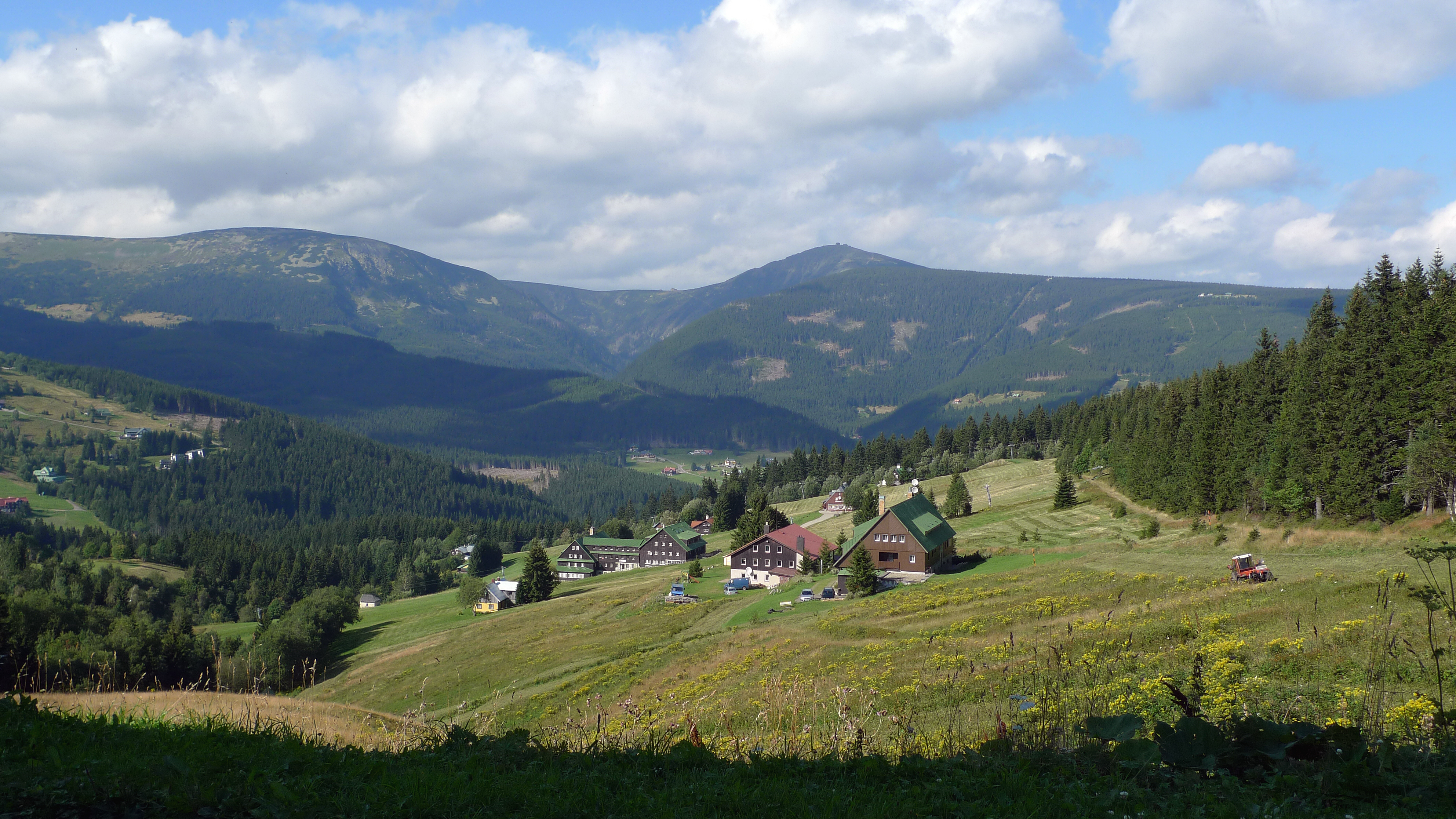
Pohled na Sněžku ze svahu Na Muldě